# Сулейкі
Сулейкі (пол. Sulejki, нім. Suleyken, 1938-45 Suleiken) — село в Польщі, у гміні Свентайно Олецького повіту Вармінсько-Мазурського воєводства.
Населення — 127 осіб (2011).
У 1975-1998 роках село належало до Сувальського воєводства.

## Демографія
Демографічна структура станом на 31 березня 2011 року:
|          | Загалом | Допрацездатний вік | Працездатний вік | Постпрацездатний вік |
| -------- | ------- | ------------------ | ---------------- | -------------------- |
| Чоловіки | 60      | 9                  | 45               | 6                    |
| Жінки    | 67      | 13                 | 38               | 16                   |
| Разом    | 127     | 22                 | 83               | 22                   |